# Den sorte hingst (film)
Den Sorte Hingst (originaltitel: "The Black Stallion") er en amerikansk film fra 1979. Den blev instrueret af Carroll Ballard og produceret af Francis Ford Coppola. Filmen er baseret på en ungdomsroman af den amerikanske forfatter Walter Farley fra 1955.
I 2002 blev filmen udvalgt til bevarelse i det amerikanske National Film Registry af Library of Congress som værende "kulturelt, historisk eller æstetisk betydelig".

## Eksterne Henvisninger
- Den sorte hingst på Internet Movie Database (engelsk)
- Den sorte hingst på Filmdatabasen
- Den sorte hingst i Svensk Filmdatabas (svensk)
- Den sorte hingst på AlloCiné (fransk)
- Den sorte hingst på MovieMeter (nederlandsk)
- Den sorte hingst på AllMovie (engelsk)
- Den sorte hingst hos American Film Institute (engelsk)
- Den sorte hingst på Turner Classic Movies (engelsk)
- Den sorte hingst på The Movie Database (engelsk)
- Den sorte hingst på Rotten Tomatoes (engelsk)